# Желторангы
Желторангы (каз. Желтораңғы) — село в Балхашском районе Алматинской области Казахстана. Административный центр Желторангинского сельского округа. Код КАТО — 193649100.

## Население
В 1999 году население села составляло 1717 человек (858 мужчин и 859 женщин). По данным переписи 2009 года, в селе проживало 1725 человек (879 мужчин и 846 женщин).